# Waage Matthison-Hansen
Waage Weyse Matthison-Hansen, född den 27 december 1841 i Roskilde, död den 24 juni 1911, var en dansk organist, son till Hans Matthison-Hansen, bror till Gottfred Matthison-Hansen, far till Frederik Matthison-Hansen samt farbror till Aage Matthison-Hansen.
Matthison-Hansen efterträdde fadern som domkyrkoorganist i Roskilde och skrev åtskilliga instrumental- och sångkompositioner.